# Lee Meng-Yuan
Lee Meng-Yuan (24 de agosto de 1994) es un deportista taiwanés que compite en tiro, en la modalidad de tiro al plato. Participó en los Juegos Olímpicos de París 2024, obteniendo una medalla de bronce en la prueba de skeet.

## Palmarés internacional
| Juegos Olímpicos | Juegos Olímpicos | Juegos Olímpicos  | Juegos Olímpicos |
| Año              | Lugar            | Medalla           | Prueba           |
| ---------------- | ---------------- | ----------------- | ---------------- |
| 2024             | París (Francia)  | Medalla de bronce | Skeet            |